# Coninckia mediterranea
Coninckia mediterranea is een rondwormensoort uit de familie van de Coninckiidae. De wetenschappelijke naam van de soort is voor het eerst geldig gepubliceerd in 1973 door Vitiello.